# Wachthubel
Der Wachthubel [(d̥ə) ʋ̥ɑxtˈhʊb̥u] ist der Hauptgipfel der Oberen Fluh in den östlichen Berner Voralpen. Es stossen dort die drei Gemeinden Eggiwil und Schangnau im oberen Emmental sowie Escholzmatt-Marbach im Entlebuch zusammen. 
Die zuoberst unbewaldete Kuppe bietet eine schöne Rundsicht auf die Hügellandschaft des Emmentals sowie auf die Ketten des Hohgant und der Schrattenfluh. Sie war Standort einer 1782 bezeugten Hochwacht, worauf auch ihr jetziger Name hinweist; dabei handelt es sich um eine Zusammensetzung mit dem vor allem noch in der westlichen Deutschschweiz verbreiteten (jedoch in Entlebucher Namen seltenen) Worte Hubel ‚Erhebung‘ als Hinterglied.
Auf der Dufourkarte ist der Gipfel als Oberberg bezeichnet.